# Лже-Себастьян I

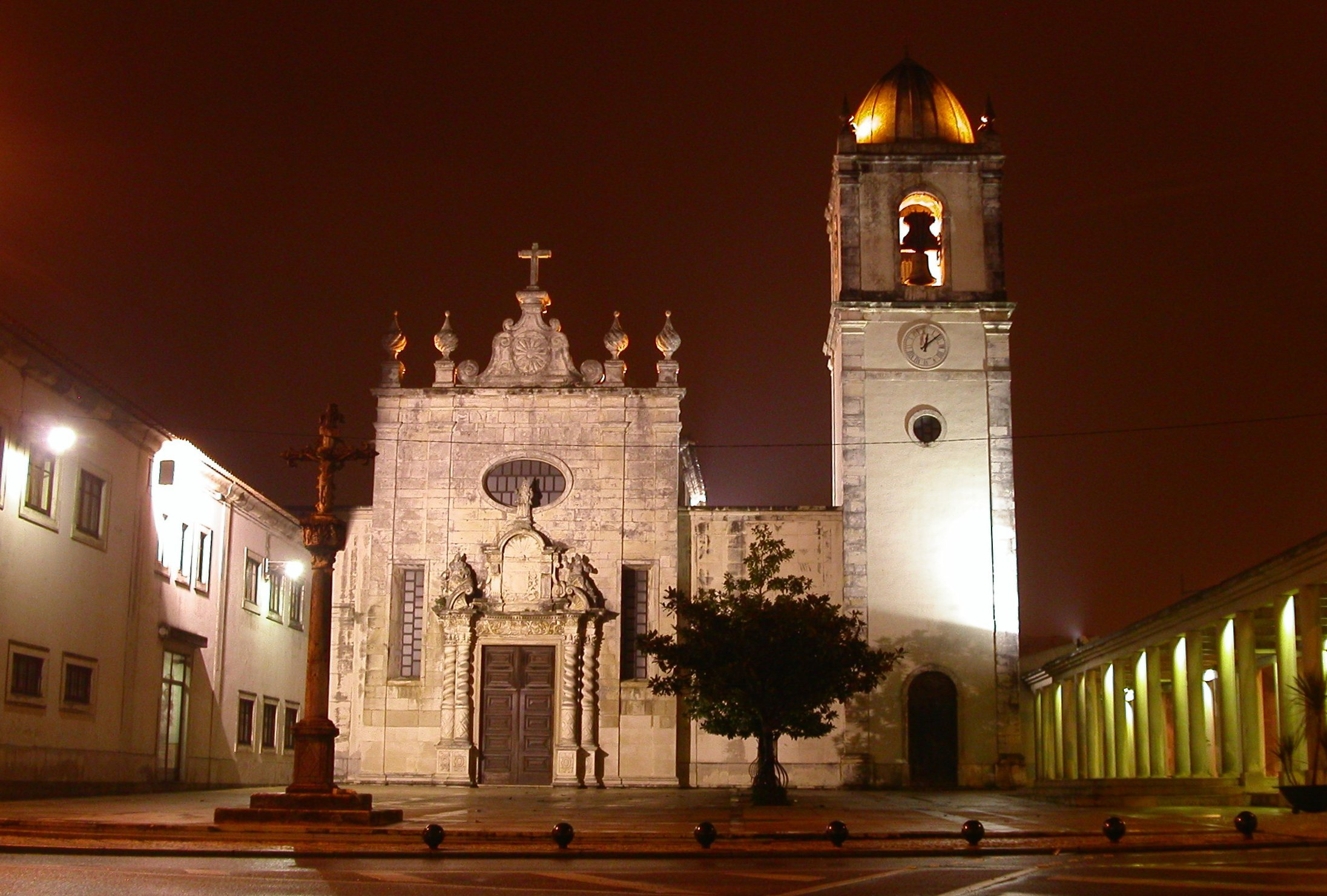
Городской собор Sé Catedral de Aveiro

Лже-Себастьян I — (по прозвищу «Король Пенамакора», исп. Rey de Penamacor, подлинное имя неизвестно; XVI век — не ранее 1588 года), самозванец, выдававший себя за короля Португалии Себастьяна I, погибшего во время крестового похода на африканский континент (XVI век). Прозвище дано в честь городка Пенамакора, где самозванец был разоблачён и взят под арест.

## Себастьян I и легенда о нём
Источники единодушно отмечают, что настоящий Себастьян I был одним из самых малозначительных португальских правителей  XVI века. Отличавшийся слабым здоровьем и хрупким телосложением (результат многих близкородственных браков в семье — у Себастьяна по обеим родственным линиям было только четыре предка вместо обычных восьми!) будущий король родился после смерти своего отца и был воспитан иезуитами. Известно, что всю свою короткую жизнь Себастьян провел в воображаемом мире, где был паладином Иисуса Христа, призванным освободить Землю от «неверных». Король относился с отвращением к браку и мечтал о монастырском уединении.
Так или иначе, Себастьян I возглавил крестовый поход в Марокко, где погиб в битве при Эль-Ксар-эль-Кебире. На нём пресеклась Ависская династия, и страна, оставшаяся без короля, на многие годы перешла под испанское владычество.
Но легенда о Себастьяне начинает формироваться уже через несколько лет после его гибели. Н. Я. Эйдельман, исследователь феномена самозванства, заметил, что для появления многочисленных лже-правителей должны соблюдаться несколько условий.
Первое и важнейшее из них — ожидание избавителя. Появляется тогда, когда жизнь тяжела и народ видит выход из этого положения только с помощью «доброго государя».
Вторая — искомый король, царь, владыка, должен быть молод или пробыть на троне очень незначительное время, не успев совершить ничего достойного. В таком случае он остается в народной памяти «неизвестной величиной, которую можно при желании заполнить любым содержимым».
Именно так и произошло с отношением подданных к Себастьяну. Он превратился для простых португальцев в «скрывающегося» или «спящего» короля, который, само собой, пробудится и придет на помощь своему народу в самый критический момент, составив таким образом компанию королю Артуру и Фридриху Барбароссе. Молва о «чудесном спасении», о «пленённом короле», которого коварные вельможи объявили мертвым, стала ходить практически с момента его гибели в битве при Эль-Ксар-эль-Кебире. Слухи поддерживались и питались очевидцами, рассказывающими о том, как король исчез в гуще врагов, и после чего его никто уже не видел, что на поле битвы тело короля не было найдено, а изуродованный труп, выданный в конце концов султаном Феса, мог принадлежать двойнику и т. д. и т. п. Почва для появления самозванца была готова.

## Ранние годы
Ни испанские, ни португальские источники не донесли до нас подлинного имени лже-короля, не сохранилось и его изображений. Считается, что будущий «король Пенамакора» родился в Алкобасе в 14 км от Лиссабона в семье горшечника. Всю жизнь, впрочем, он провел в столице, с подросткового возраста работая приказчиком в лавке по продаже четок. В 1578 году во время свирепствовавшей в столице эпидемии чумы, его хозяин счел за лучшее уехать из города, а молодой приказчик (ему было в то время около 20 лет) решил принять постриг в монастыре кармелитов. Возможно, это было импульсивное решение, вызванное страхом перед чумой, или попытка понять самого себя, так как в свете дальнейших событий трудно представить этого человека монастырским затворником.
Так или иначе, в монастыре он не прижился, и через несколько месяцев был отослан прочь. Однако ему оставили монашеское звание и право носить рясу, чем он немедленно воспользовался. Будущий самозванец пересек всю страну, питаясь подаянием и останавливаясь в монастырях, пока не осел в Альбукерке близ испанской границы, где принялся жить отшельником в заброшенном монастыре.
Слава о юном отшельнике разнеслась довольно быстро и у него появились богатые покровительницы. Одной из них была молодая вдова, муж которой сопровождал Себастьяна в Марокко и пал в том же бою.
Впрочем, монах времени не терял. Рассказывали, что в компании веселых молодых людей, изрядно подогретый вином, он шатался ночью по улицам города, нащипывая гитару и распевая во все горло, что в тихой провинции вызывало настоящий шок, а также устраивал самодеятельные концерты в доме своей покровительницы.
В конце концов, жалобы на неподобающий образ жизни молодого монаха дошли до ушей местного падре, и тот, чтобы избежать скандала, счел за лучшее выдворить будущего претендента вон из города. Покровители снабдили его конём, одеждой и деньгами на дорогу, причем денег оказалось даже чересчур много. Полиция заподозрила в богатом монахе вора, и он, вместо того, чтобы ехать в Алкабасу, в гости к отцу, как было задумано сначала, вынужден был спасаться бегством. Считается, что именно в это время он стал рассказывать о себе, что принял участие в битве при Эль-Ксар-эль-Кебире, и деньги — его военная добыча. Ввиду того, что монах знал несколько слов по-арабски, ему поверили, но таким образом он, сам того не зная, сделал первый шаг по пути к самозванству.

## Явление короля
Как было уже сказано, монаху поверили, но в окрестных деревнях появился упорный слух, что это сам дон Себастьян в монашеском платье путешествует инкогнито, скрываясь от врагов. Забавно, что подлинный Себастьян был минимум на десять лет старше своего предполагаемого двойника, но как саркастически замечает Мигель Мартинес, «если уж народ захочет верить, он верит несмотря ни на что». Слухи распространялись и множились, и вот уже десяток деревень были доподлинно уверены, что молодой монах не кто иной, как король дон Себастьян, скрывающийся от предателей-придворных, или из-за проигранного сражения наложивший на себя семилетнюю епитимью. Кто-то даже разглядел под монашеской сутаной золотой королевский меч!
Вероятно, в начале всей истории, молодой монах пытался опровергать эти слухи, но потом, разобравшись, какую выгоду они ему приносят, решил воспользоваться ситуацией. Как это часто бывало в истории самозванства, короля сделало окружение.
Претендент завербовал двоих сторонников, один из которых выдал себя за дона Криштобама де Тавора (фаворита подлинного Себастьяна I), другой — за епископа де Гуардиа (ярого противника испанского владычества). Преступная троица поселилась в Пенамакоре, недалеко от испанской границы, где возникло крошечное подобие двора, и что особенно важно, ручьем стекались деньги. Количество приверженцев лже-Себастьяна росло с каждым днем. Впрочем, для того, чтобы раздобыть себе мелочь на карманные расходы, а заодно привлечь новых сторонников, триада мошенников прибегала к одному безошибочному приёму.
«Монарх», «епископ» и «придворный» колесили по стране, останавливаясь на постоялых дворах или в богатых имениях, ели и пили в своё удовольствие. Когда приходило время оплачивать счет, «епископ» с притворной таинственностью обращался к хозяевам: «Если бы вы знали, кого принимаете…», и после долгих уговоров «по секрету» рассказывал, что у них остановился не кто иной, как король Себастьян. После чего уже речи не было о деньгах. Наоборот, лже-короля умоляли принять подарки, ему выражали почтение, и количество последователей продолжало увеличиваться. Молодой монах отвечал с доброй улыбкой: «Ах, уж этот дон Криштобам, он так и не научился держать язык за зубами!.. Но если уж вы оказались посвящены в мою тайну, заклинаю вас хранить молчание» — в чём тотчас получал полное уверение, более того, количество сторонников претендента росло как на дрожжах.

## Арест и разоблачение
Безоблачная жизнь самозванца, конечно же, не могла продолжаться долго. Рассказы о лже-Себастьяне дошли до ушей лиссабонского правительства, было начато расследование, имевшее целью выяснить подлинное имя и место рождения самозванца. Оно ничего не дало, но местный судья, доктор Лейтам, получил приказ арестовать самозванца. Сделать это было непросто, так как претендента защищало множество обманутых и искренне верящих в него людей. Однако же, нашлись те, кто предпочёл не ссориться с правительством и выдал самозванного короля за деньги.
На первом допросе он показал, что не знал ни отца ни матери, что сходилось с биографией короля, чей отец инфант Жуан Мануэль умер незадолго до его рождения, а мать, испанская принцесса, большую часть времени жила на родине, руководя процессом воспитания сына с помощью писем. Эти показания вызвали волнения толпы, и опасаясь, что самозваного короля освободят силой, местные власти сочли за лучшее отправить его в Лиссабон.
Появление самозванца в столице, где хорошо знали и помнили настоящего короля, вызвало всеобщее удивление. За Себастьяна, белокожего, хрупкого, светловолосого, выдавал себя крепкий смуглый брюнет, обладатель угольно-чёрных волос и бороды.
Здесь он уже никого не мог обмануть. Лже-Себастьяна посадили на осла и с позором возили по улицам, выкликая, что он самозванно присвоил себе королевское имя.
Процесс вел Диогу де Фонсека, королевский прокурор. Но никаким способом не удавалось добиться от лже-Себастьяна правды о его настоящем имени и происхождении. Даже под пыткой тот продолжал твердить, что арестован незаконно, и желание нескольких сумасшедших увидеть в нём короля Себастьяна никоим образом не может служить основой для обвинения.
Двое сообщников были приговорены к смертной казни. Сам «король Пенамакора» сумел избежать немедленной смерти и был приговорён к пожизненной каторге на королевских галерах. В 1588 году мы находим его в роли гребца на одном из судов «Непобедимой армады», отправленной Филиппом II против Англии. Однако во время стоянки в одном из французских портов самозванцу удаётся бежать, и затем его следы теряются окончательно.